# Loongson
Loongson (en xinès simplificat 龙芯) és el nom d'una família de microprocessadors d'arquitectura LoongArch de propòsit general, compatibles amb l'arquitectura MIPS, posteriorment interns, així com el nom de l'empresa xinesa fabless (Loongson Technology) que els desenvolupa. Els processadors s'anomenen alternativament processadors Godson, que es descriu com el seu nom acadèmic.

## Història
Els processadors Godson, basats en l'arquitectura MIPS, es van desenvolupar inicialment a l'Institut de Tecnologia Informàtica (ICT), l'Acadèmia Xinesa de Ciències (CAS). L'arquitecte en cap va ser zh (Hu Weiwu). El desenvolupament del primer xip Loongson es va iniciar l'any 2001. L'objectiu del projecte Godson era desenvolupar "microprocessadors d'ús general d'alt rendiment a la Xina",  i esdevenir autosuficients tecnològicament com a part del pla Made in China 2025. El desenvolupament va comptar amb el suport del finançament a través dels 10è i 11è Plans Quinquennals del Partit Comunista Xinès. 
L'any 2010 l'empresa es va comercialitzar com una entitat separada, i l'abril de 2010 es va establir formalment Loongson Technology Corporation Limited i es va establir a Zhongguancun, Pequín, Xina. L'empresa és una associació públic-privada entre ICT i el dissenyador de xips amb seu a Beijing BLX IC Design Corporation. El propi BLX va ser una derivació de les TIC i es va fundar l'any 2002 amb Jiangsu Zhongyi Group. Com que Loongson és un dissenyador sense fables, almenys alguns processadors van ser fabricats i comercialitzats per STMicroelectronics.
El South China Morning Post va informar que des del 2020 Loongson s'ha associat amb UnionTech i Sunway per desenvolupar i promoure el sistema operatiu Deepin basat en Debian -Linux per tal de reduir la dependència de la Xina de Microsoft Windows.
El 2021, Loongson va presentar una oferta pública inicial al mercat STAR de la Borsa de Xangai. La companyia buscava recaptar 500 milions de dòlars. Els detalls d'aquesta OPI van suggerir que Loongson havia necessitat 400 RMB milions de finançament anual en els seus primers 10 anys d'existència i que l'empresa només s'havia aturat el 2015.
L'abril de 2024, els processadors Loongson van rebre un gran impuls quan un districte escolar de la ciutat de Hebi va iniciar una prova de 10.000 ordinadors alimentats per ordinadors amb el processador Loongson 3A5000 i el sistema operatiu Unity basat en Deepin. Segons The Register, aquest projecte de prova s'ha d'utilitzar per promoure l'ús d'ordinadors Loongson i Linux dins del sistema escolar xinès, que podria donar lloc a 50 milions d'ordinadors basats en Loongson que es venen a escoles xineses cada any fins al 2030.

## Arquitectures de conjunts d'instruccions

### MIPS
Loongson va començar utilitzant l'arquitectura de conjunt d'instruccions (ISA) MIPS64. La microarquitectura interna va ser desenvolupada de manera independent per les TIC. Les primeres implementacions de la família no tenien quatre instruccions patentades per MIPS Technologies (US4814976A, magatzem de càrrega no alineat) per evitar problemes legals.
El gener de 2024, Loongson va guanyar un cas sobre els drets per utilitzar l'arquitectura MIPS.

### LoongISA
El Loongson 3A2000 el 2015 es va aprovarLoongISA 1.0, un conjunt d'instruccions ampliat que és un superconjunt de la versió 2 de MIPS64. Es pot desglossar en:
- LoongEXT, extensions d'ús general, 148 instruccions
- LoongVZ, extensions de virtualització del sistema "VZ" introduïdes a la versió 5 de MIPS64, instruccions 5
- LoongBT, traducció binària x86 i ARM més ràpida, 213 instruccions
- LoongSIMD, abans LoongMMI (a Loongson 2E/F), per a SIMD de 128 bits, instruccions 1014
- Mòduls MIPS SIMD Architecture (MSA), DSP i VZ de MIPS Release 5

### LoongArch
Loongson es va traslladar a la seva pròpia arquitectura de conjunt d'instruccions de processador (ISA) el 2021 amb el llançament de la sèrie Loongson 3 5000. Un desenvolupador de Loongson el va descriure com "... un nou RISC ISA, que és una mica com MIPS o RISC-V. LoongArch inclou una versió reduïda de 32 bits (LA32R), una versió estàndard de 32 bits (LA32S) i una versió de 64 bits. versió -bit (LA64)". La raó indicada era fer que Loongson i la Xina no depenguessin de tecnologia estrangera o autorització per desenvolupar la seva capacitat de processador, sense infringir cap patent de tecnologia.

## Nuclis
Loongson té tres famílies principals de nuclis de processador, alguns dels quals estan disponibles com a nuclis IP.

## Famílies de processadors
Loongson ha construït 3 famílies de processadors a partir dels seus nuclis arquitectònics. Aquests són els:
- Godson-1, per a electrònica de consum i aplicacions incrustades.
- Godson-2, processadors d'un sol nucli per a aplicacions incrustades i ordinadors personals de baix rendiment.
- Godson-3, processadors de diversos nuclis per a ordinadors de major rendiment, informàtica d'alt rendiment i servidors